# Naxhije Dume
Naxhije Dume, född 1921, död 2008, var en albansk politiker (kommunist).  Hon blev vid sidan av Liri Gega och Ollga Plumbi år 1945 en av de första tre kvinnor som valdes in i Albaniens parlament. Hon var Albaniens utbildningsminister under år 1948 och blev som sådan landets första kvinnliga minister.  